# Poecilominettia valida
Poecilominettia valida är en tvåvingeart som först beskrevs av Walker 1858.  Poecilominettia valida ingår i släktet Poecilominettia och familjen lövflugor. Inga underarter finns listade i Catalogue of Life.